# 清水和夫 (教育者)
清水 和夫（しみず かずお、1946年8月 - ）は、日本の教育学者である。
群馬県前橋市出身。群馬県教育委員会特別表彰。
現在群馬大学大学院教育学研究科 (教職リーダーコース) 教授。専門は教育学、学校経営学。

## 来歴・人物
1946年8月　群馬県前橋市で出生。幼少時代の将来の夢は『大工さん』。1965年8月　群馬県立前橋高等学校普通科卒業。1970年3月　群馬大学教育学部社会科教育専修卒業（考古学専攻）。
1970年4月 - 1973年3月　前橋市立下川淵小学校教諭。1973年4月 - 1976年3月　群馬県教育委員会文化財保護課文化財保護主事。1976年4月 - 1981年3月　前橋市立朝倉小学校教諭。1981年4月 - 1988年3月　群馬大学教育学部附属小学校教諭。
1988年4月 - 1991年3月　群馬県教育委員会義務教育課指導主事。1991年4月 - 1994年3月　群馬県教育委員会義務教育課管理主事。1994年4月 - 1995年3月　前橋市教育委員会学校教育課指導係長。1995年4月 - 1996年3月　前橋市教育委員会学校教育課教職員係長。
1996年4月 - 1998年3月　前橋市立天川小学校校長。1998年4月 - 2000年3月　群馬大学教育学部附属小学校副校長。
2000年4月 - 2001年3月　群馬県教育委員会西部教育事務所管理主監。2001年4月 - 2002年3月　群馬県教育委員会学校指導課指導主監。2002年4月 - 2003年3月　群馬県教育委員会学校指導課義務教育担当室長。2003年4月 - 2005年3月　群馬県教育委員会学校人事課長。2005年4月 - 2007年3月　群馬県教育委員会教育次長（指導担当）。
2007年4月 - 2009年3月　群馬大学教育学部学校教育講座教育専攻教授　。2009年4月　群馬大学大学院教育学研究科 (教職リーダーコース) 教授。
趣味は書道・登山・将棋。自らの管理職経験を生かした、専門的見地から未来の指導者を育成している。

## 専門分野
教育学、学校経営学
- 学校評価
- 組織マネジメント
- 学校の危機管理
- 学校の地域連携

## 著書・論文

### 著書
- 『季刊教育法165号』（エイデル研究所、2010年）
- 『季刊教育法164号』（エイデル研究所、2010年）
- 『学校現場における保護者との連携体制の構築に関する調査』（エイデル研究所、2010年）
- 『イチャモン研究会 -学校と保護者のいい関係づくり-』（かん乎堂、2009年）
- 『群馬のくらし』（かん乎堂、1997年）
- 『生活科授業づくりのポイント』（図書文化社、1989年）
- 『生活科指導の手引』（群馬県教育委員会、1988年）
- 『日本歴史地名体系「群馬県の地名」』（群馬県教育委員会、1988年）
- 『群馬を築いた人々』（旺文社、1986年）
- 『前橋市教育史』（前橋市、1986年）
- 『教材群馬の文化財2－中世編』（群馬県教育委員会、1981年）
- 『群馬県の歴史』（光文書院、1974年）

### 論文
- 『教育実習事前研究の実験的試行』（群馬大学教育実践研究、1985年）
- 『教員養成学部における社会科教育の授業改善に関する中間報告』（群馬大学教育実践研究、1985年）